# Šamelik
Šamelik (mađ. Sármellék) je selo u jugozapadnoj središnoj Mađarskoj.

## Upravna organizacija
Upravno pripada Hévíškoj mikroregiji u Zalskoj županiji. Poštanski je broj 8391. Neko je vrijeme bila u Vesprimskoj županiji, sve do upravnih preorganizacija 1970-ih.

## Povijest
Šamelik je bio mjestom sezonskog rada Keresturaca iz Zalske županije.

## Promet
U blizini se nalazi zračna luka Šamelik.

## Stanovništvo
U Šameliku je 2001. živjelo 1827 Šameličana i Šamelčica, većinom Mađara, te nešto Roma kkji imaju manjinsku samoupravu, zatim Nijemaca, Rusina i drugih.